# 안철식
안철식(安哲植, 1953년 4월 8일 ~ 2009년 1월 28일, 충북 청주)은 대한민국의 공무원이다.

## 학력
- 청주고등학교 졸업
- 성균관대학교 경제학 학사
- 서울대학교 행정대학원 행정학 석사
- 일리노이대학교 대학원 경제학 석사

## 경력
- 제25회 행정고시 합격
- 동력자원부 에너지관리과 근무
- 통상산업부 석유정책과 근무
- 산업자원부 원자력산업과장
- 산업자원부 가스산업과장
- 산업자원부 지역산업균형발전기획관
- 산업자원부 에너지산업심의관
- 지식경제부 에너지자원실장
- 지식경제부 제2차관

| 전임 이재훈 | 제2대 지식경제부 제2차관 2009년 1월 20일 ~ 2009년 1월 28일 | 후임 김영학 |